# Ferdinand Neumaier (Geologe)
Ferdinand Neumaier (* 22. Dezember 1905 in Passau; † 15. Juli 1999) war ein deutscher Geologe (Sedimentologie, Hydro- und Ingenieurgeologie).

## Leben und Wirken
Neumaier studierte an der Universität München Naturwissenschaften und speziell Geologie und wurde 1931 bei Erich Kaiser promoviert. Danach war er Assistent am Institut für allgemeine und angewandte Geologie, habilitierte sich 1934 und wurde 1939 Konservator an der dem Institut angeschlossenen Sammlung. Im Zweiten Weltkrieg war er in die Wehrmacht eingezogen. Daneben war er von Mai 1940 bis November 1941 Geschäftsführer des Universitätsinstituts und wurde im Dezember 1942 außerplanmäßiger Professor. Ab 1954 war er Direktor der bayerischen Staatssammlung für allgemeine und angewandte Geologie und Mineralogie. An der Universität hielt er Vorlesungen über Sedimentologie und regionale Geologie. Frühzeitig bezog er auch Ingenieurgeologie mit ein. 1968 wurde er Abteilungsvorsteher. 1970 ging er in den Ruhestand.
Schwerpunkt seiner Forschung war die ostniederbayerische Tertiärmolasse und der Aufklärung von deren komplizierten Lagerungsverhältnissen.
1953 war er mit dem Physiker Heribert Moser Gründer des Instituts für Radiohydrometrie (zunächst Forschungsstelle, ab 1967 als Institut von der Gesellschaft für Strahlen- und Umweltforschung (GSF) übernommen), das er bis 1974 mit Moser leitete. Im Institut wurde Hydrogeologie mit radioaktiven Tracern betrieben für die Verfolgung der Grundwasserströmung und Analyse der Isotope des Grundwassers zur Bestimmung seiner Herkunft und des Alters und außerdem ingenieurgeologische Fragen bearbeitet (Abdichtung von Deponien, Schadstofftransport u. a.).
Ferdinand Neumaier verstarb im Juli 1999 im Alter von 93 Jahren.

## Schriften (Auswahl)
- mit H. Wieseneder: Geologische und sedimentpetrographische Untersuchungen im niederbayerischen Tertiär, Sitzungsberichte Bayerische Akademie der Wissenschaften, Math.-Naturwiss. Klasse 1939
- mit anderen: Geologische und sedimentpetrographische Untersuchungen in der ungefalteten Molasse Niederbayerns, Beihefte zum Geologischen Jahrbuch, Band 26, 1957

Zum 65. Geburtstag erschien eine Festschrift in Band 64 der Geologica Bavarica (1971).